# Plaza Francesc Macià
La plaza de Francesc Macià (plaça de Francesc Macià en catalán), anteriormente llamada Alcalá Zamora (1932-1936), Germans Badia (1936-1939) y Calvo Sotelo (1939-1979), está situada en Barcelona y es una de las más transitadas de la ciudad al estar ubicada en uno de los puntos clave de entrada y salida, además de estar junto a grandes bloques de oficinas de la avenida Diagonal. Otras calles como Josep Tarradellas, conde de Urgel y la avenida de Pau Casals también desembocan en este punto. La parte central, que no es accesible, consta de un pequeño estanque que adopta la forma de Menorca, isla donde nació el arquitecto Nicolau Maria Rubió i Tudurí. También posee una figura femenina llamada "Joventut" (juventud), diseñada por Josep Manuel Benedicto en 1953.

## Historia
La obra fue diseñada por el citado arquitecto menorquín Nicolau Rubió a principios de la década de 1930 bajo el «Proyecto de Urbanización de la Avenida de Alfonso XIII, entre la calle Urgel, desde el Palacio Real hasta el límite del término municipal». A lo largo de los años, la plaza ha sido rebautizada varias veces hasta llegar al actual y oficial nombre que se mantiene desde el 20 de diciembre de 1979, en honor al expresidente de la Generalidad de Cataluña, Francesc Macià. 
En 1932, se nombró por primera vez bajo el nombre Alcalá Zamora, en honor al presidente de la Segunda República Española. Cuatro años más tarde, en 1936 se reabutizó como Hermanos Badía, para recordar a Josep y Miquel Badia, miembros de Estat Català asesinados por la FAI el 28 de abril de ese mismo año, como represalia a la campaña en contra del pistolerismo anarquista que este había llevado a cabo como máximo responsable del orden público en Cataluña. En 1939 cambió su nombre por Calvo Sotelo, considerado Protomártir de la Cruzada por la dictadura de Franco

## Galería

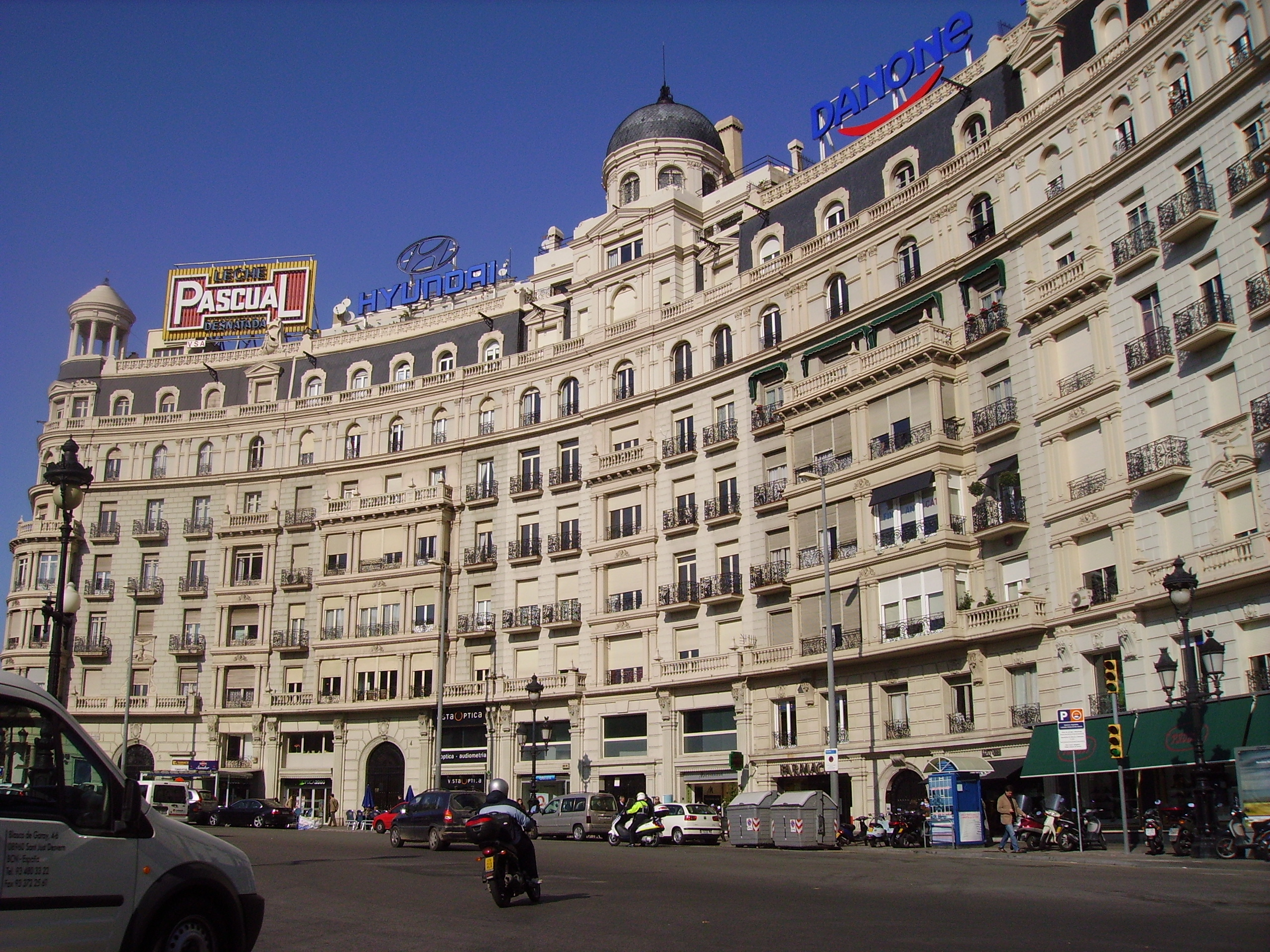
Parte noroeste de la plaza.
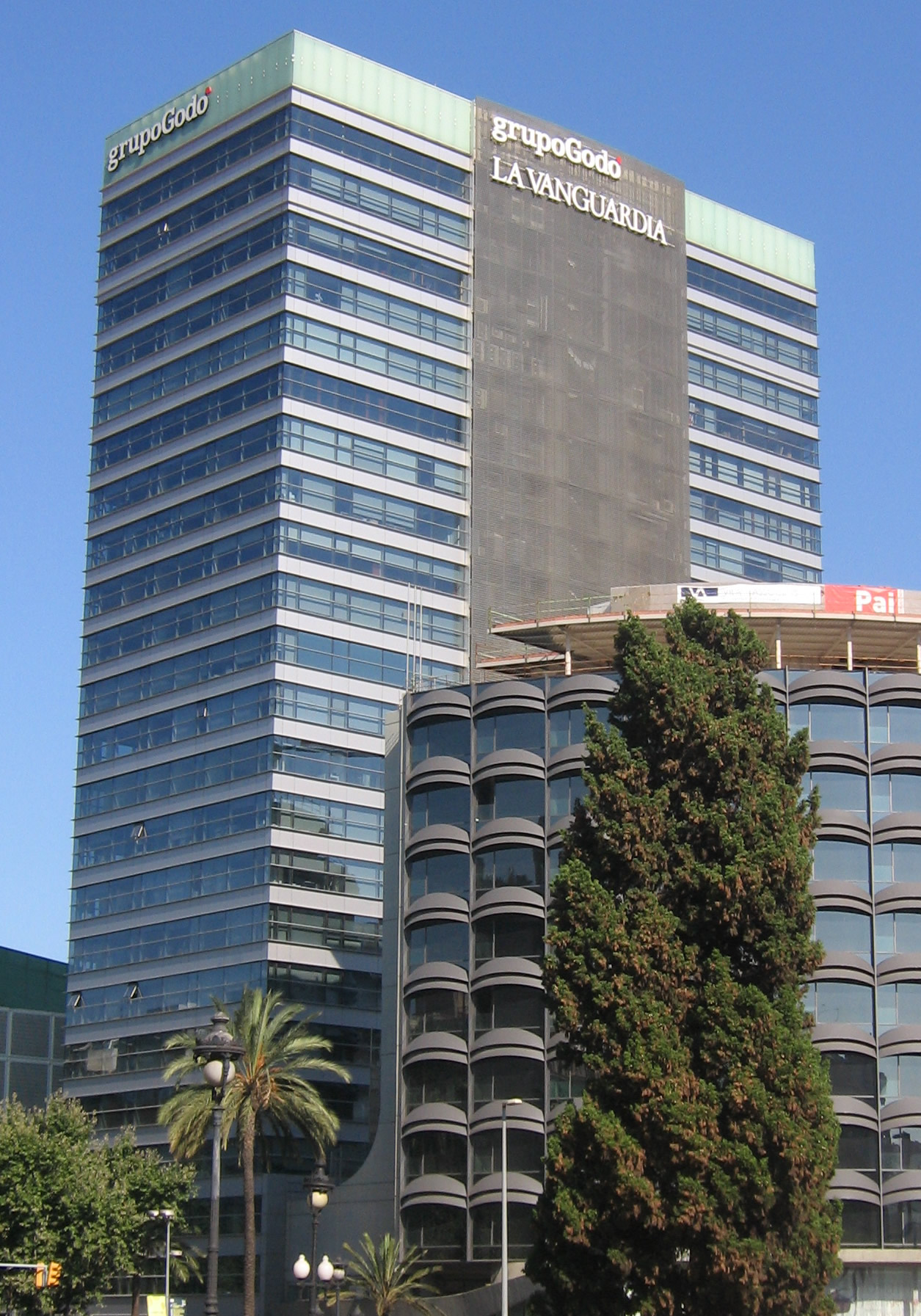
Sede de La Vanguardia.
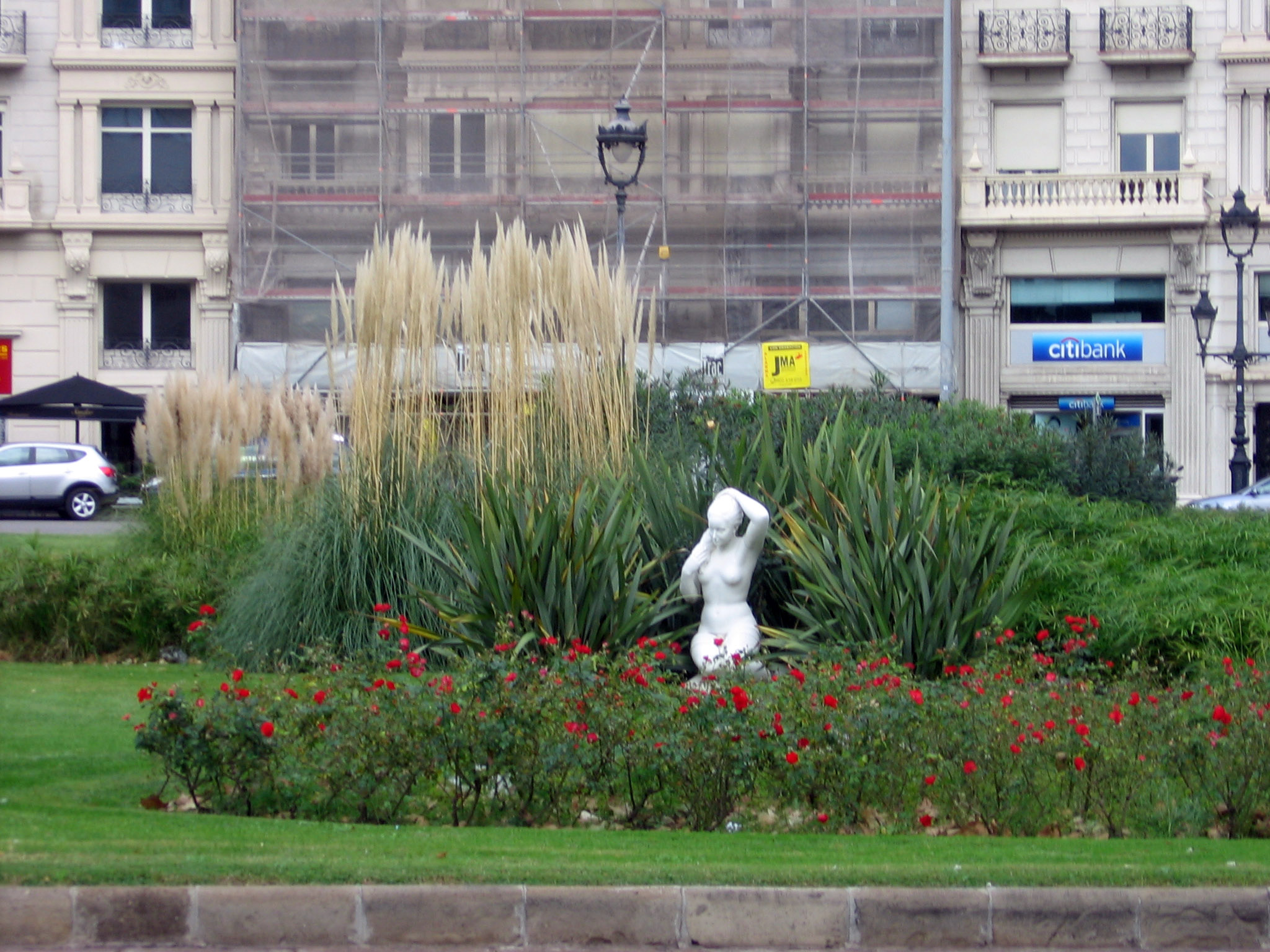
Juventud, de Josep Manuel Benedicto.
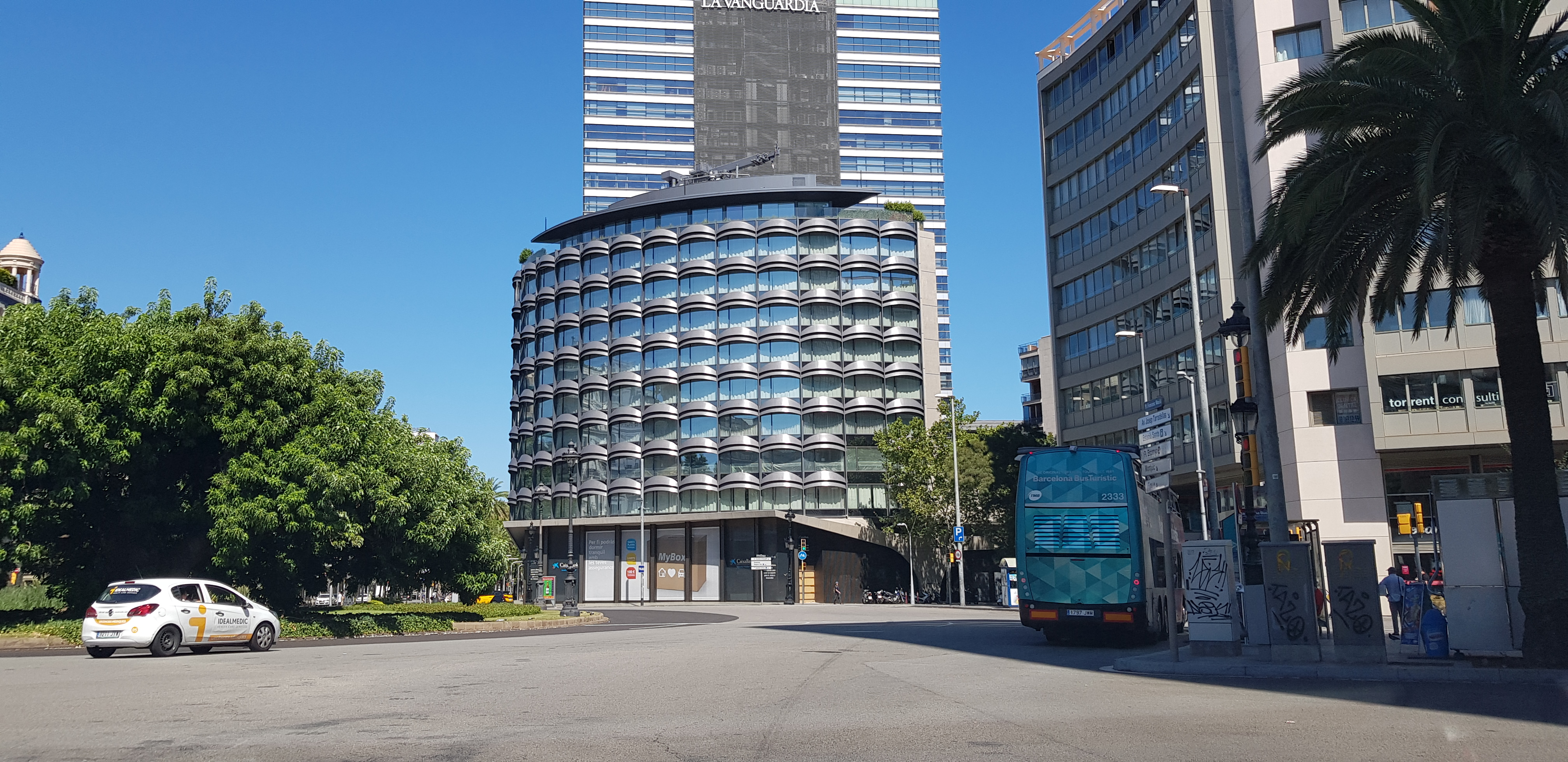
Edificio Winterthur.